# 열병합발전소

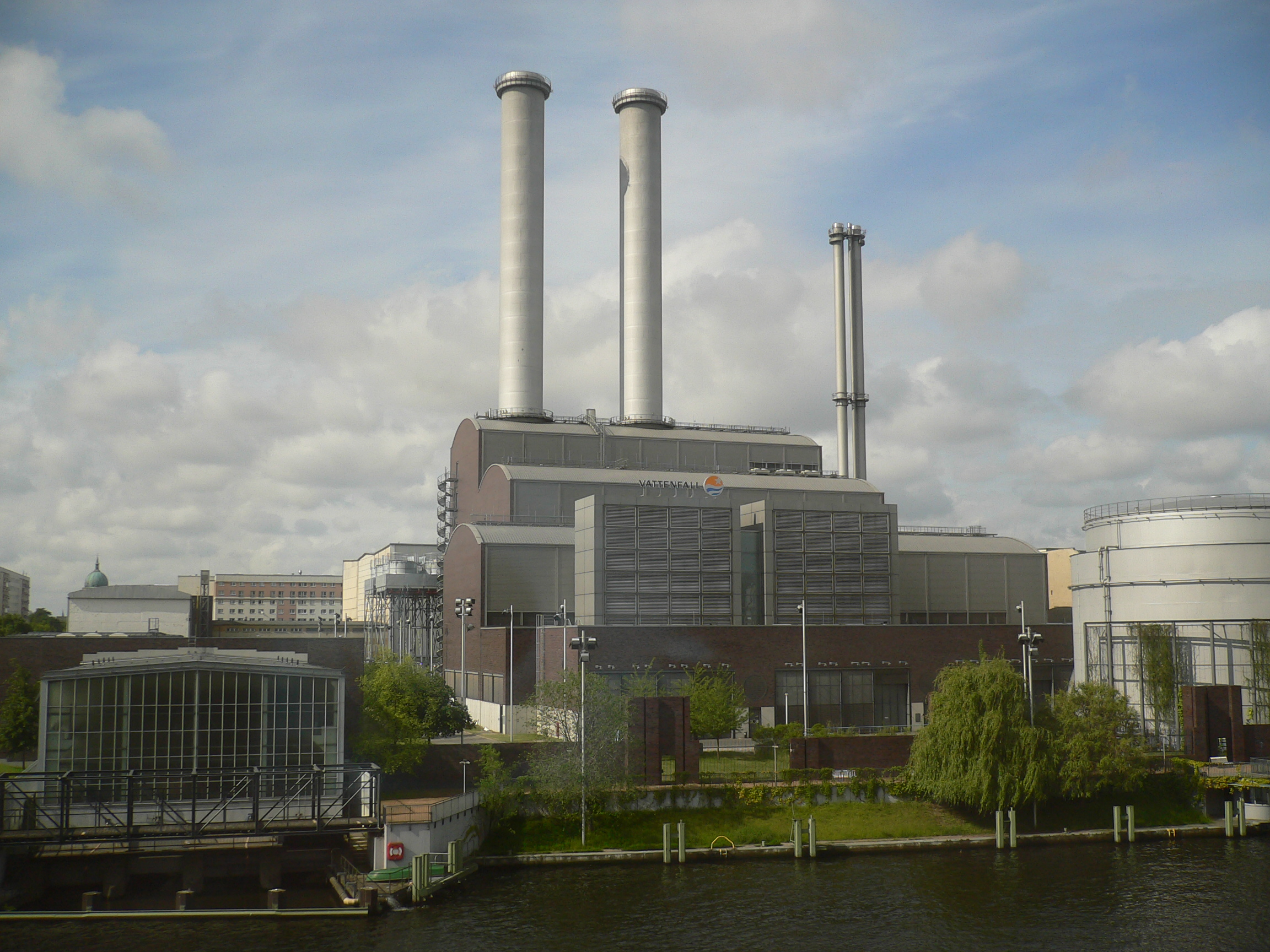

열병합발전소(熱倂合發電所)는 발전소의 한 종류이다. 열병합발전의 방식으로 전기와 열 모두를 판매하는 발전소이다. 화석연료의 발전효율은 약 1/3에 불과하고, 나머지 2/3는 버려지는데 이렇게 버려지는 폐열을 모아 지역난방 등으로 활용하는 발전 방식이다.
화력 발전의 열효율은 평균 40% 정도이다. 그러나 열병합발전은 30% 정도가 전기에너지로 변환되고 나머지 중 60% 가량은 증기 에너지로 활용할 수 있어 열효율이 80%~90%까지 높아질 수 있다. 대한민국의 경우, 서울 목동 및 인천 청라 등지에 쓰레기 소각 및 화력 발전을 겸하는 열병합발전소가 있다.

## 같이 보기
- 열병합